# Paprocki & Brzozowski

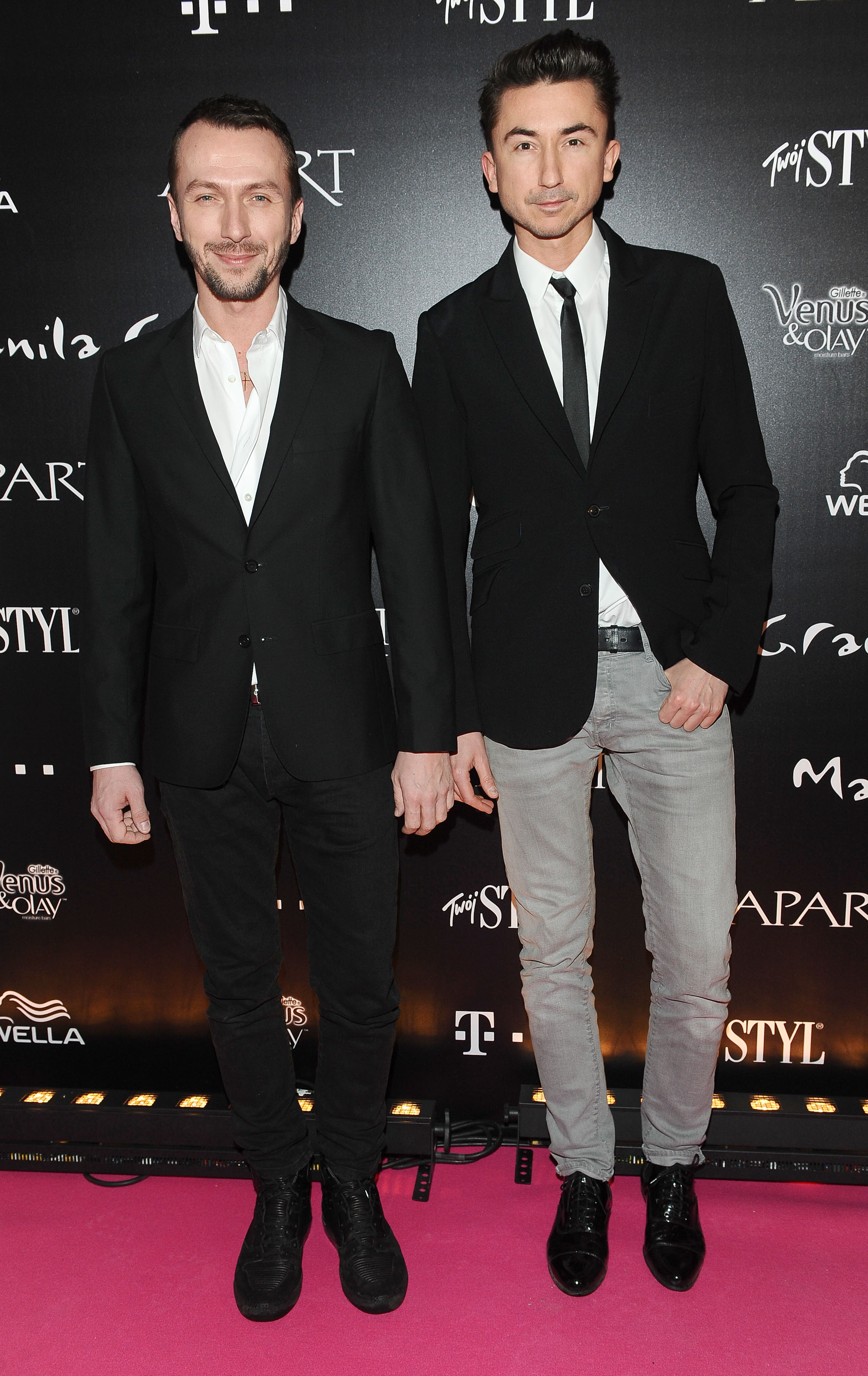
Marcin Paprocki i Mariusz Brzozowski

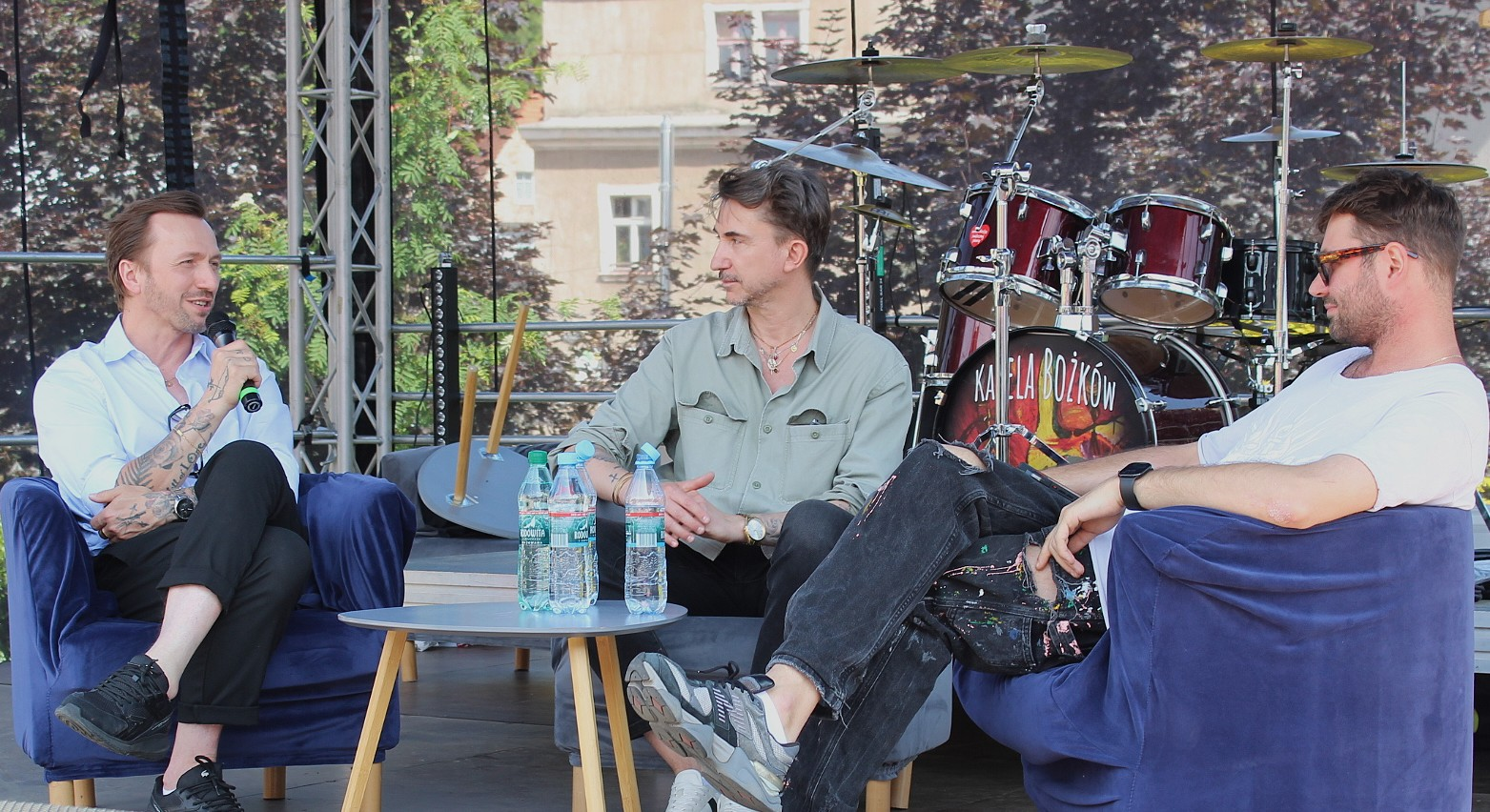
Paprocki & Brzozowski

Marcin Paprocki (ur. 2 kwietnia 1977 r.) i Mariusz Brzozowski (ur. 17 maja 1977 r.) – polscy projektanci mody, od 2000 tworzący markę Paprocki&Brzozowski.

## Historia
Marcin Paprocki i Mariusz Brzozowski są absolwentami Wydziału Tkaniny i Ubioru Akademii Sztuk Pięknych im. W. Strzemińskiego w Łodzi. Po kolekcji dyplomowej w 2002 roku zadebiutowali pierwszą autorską kolekcją w Warszawie w 2003 roku, dzięki której zostali uznani Projektantami Roku 2004 przez miesięcznik „Elle”.
Projektanci mają też na swoim koncie m.in. nagrodę Stowarzyszenia Promowania Młodych Europejskich Talentów PROMETA, tytuł Osobowość w Modzie i w Sztuce zdobyty podczas piątej edycji gali „Moda i Sztuka” we Wrocławiu. W 2008 roku duet otrzymał Honorową Złotą Nitkę przyznaną przez Międzynarodowe Targi Łódzkie oraz ponowny tytuł Projektantów Roku 2008 przyznany przez czytelniczki magazynu „Elle”. Również w 2008 roku projektanci podjęli współpracę z polską marką odzieżową Reserved, dla której zaprojektowali kolekcję wiosna/lato 2008. Następnie stworzyli kolekcję jesień/zima 2008 dla marki Ochnik. W 2012 roku stworzyli kostiumy do spektaklu tanecznego Windows Izadory Weiss z muzyką Leszka Możdżera w Operze Bałtyckiej.
Od 2010 roku projektanci tworzą również linię basic – „Plants by Paprocki & Brzozowski”, dostępną w butiku online oraz w kilkunastu butikach partnerskich w Polsce. Obaj są jurorami konkursów poświęconych modzie, m.in. OFF Fashion w Kielcach, Mazda Design oraz Hush Selected. Prowadzą warsztaty na Akademii Sztuk Pięknych w Łodzi, oraz w Międzynarodowej Szkole Kostiumografii i Projektowania Ubioru w Warszawie.
8 września 2015 roku duet zaprezentował swoją kolekcję wiosna/lato 2016 w nowojorskim New Museum w Soho, podczas imprezy Polish-American Fashion Foundation.
Kreacje duetu noszą osobowości medialne w Polsce, m.in.: Kinga Rusin, Joanna Krupa, Joanna Koroniewska, Natalia Kukulska, Reni Jusis, Edyta Zając, Maja Ostaszewska, Katarzyna Figura, Kora, Monika Olejnik, Edyta Herbuś, Paulina Krupińska oraz Maja Sablewska. 

## Filmografia
- 2009: Randka w ciemno – stylizacja, projekty wizerunków postaci[1]
- 2014: Sama słodycz – w roli samych siebie (odc. 6)

## Nagrody
- nagroda „Złota nitka” Łódź[2]
- 2004: nagroda „Projektant roku 2004” magazynu Elle[3]
- 2005: nagroda „Osobowość w modzie i w sztuce” V edycja konkursu „Moda i Sztuka” we Wrocławiu[2]
- 2008: nagroda „Projektant roku 2008” magazynu Elle[3]
- 2009: nagroda „Honorowa Złota Nitka” przyznana przez Międzynarodowe Targi Łódzkie[3]